# Agrostophyllum cyclopense
Agrostophyllum cyclopense är en orkidéart som beskrevs av Johannes Jacobus Smith. Agrostophyllum cyclopense ingår i släktet Agrostophyllum och familjen orkidéer. Inga underarter finns listade i Catalogue of Life.